# Puru (recipiente)
El puru, ishkupuru, calero o mambero es un recipiente utilizado para el chacchado de hojas de coca (Erythroxylum coca) en la sierra norte de Perú, especialmente en los departamentos de Áncash, La Libertad, Huánuco y Junín, y en el sureste de Colombia, en el departamento del Cauca. El puru es elaborado a partir del fruto de Lagenaria siceraria. La función es servir de contenedor de la llipta que se añade al bolo en la boca a través de una aguja que forma parte del puru. La cal actúa como un agente catalizador de los efectos de los alcaloides contenidos en la hoja.

## Antecedentes

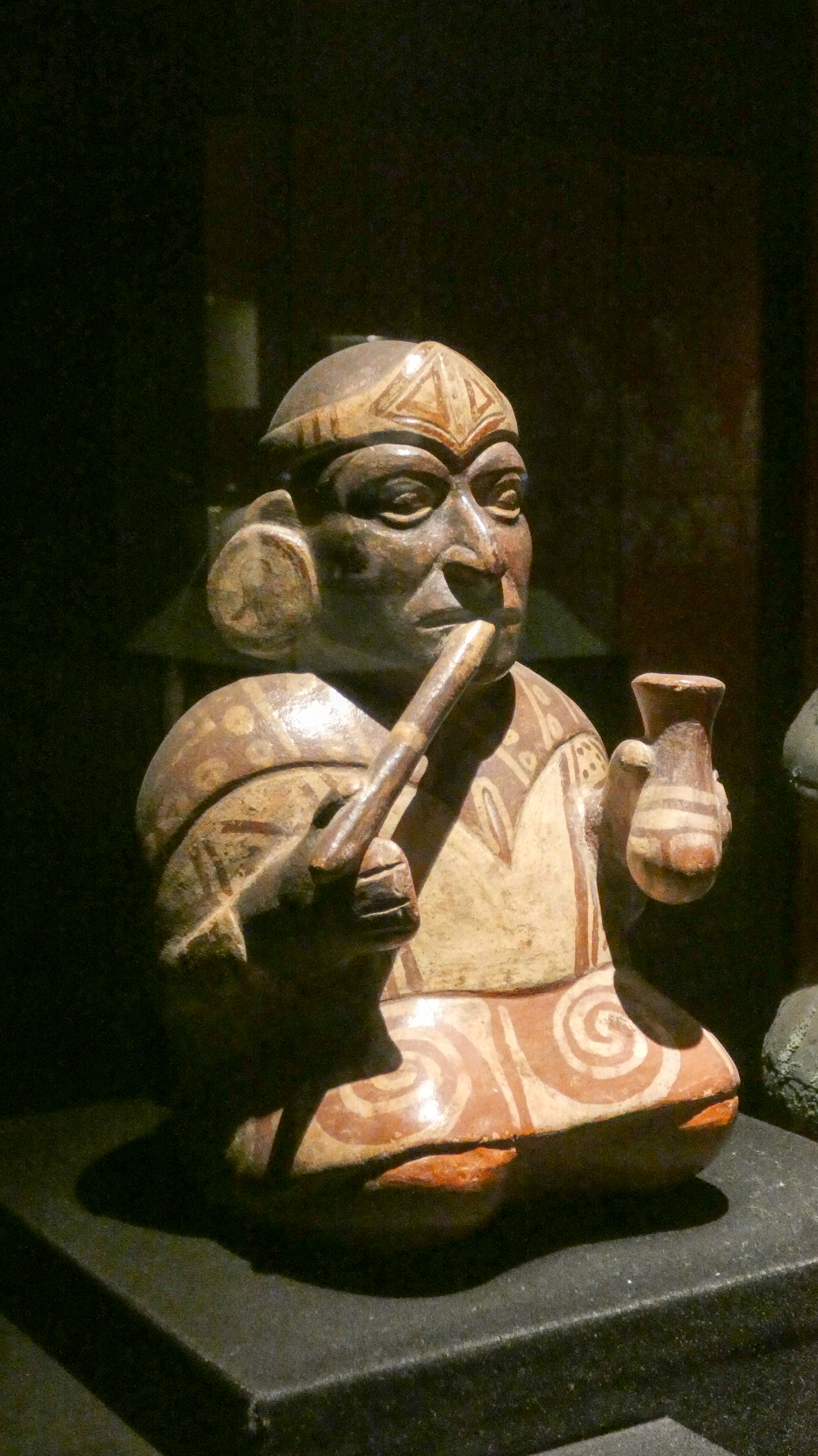
Recipiente contenedor de cal utilizado por la cultura Moche.

La cultura Moche del Intermedio Temprano (de 150 d. C. a 700 d. C.) elaboró cerámicas con representaciones de chacchado de hojas de coca y el uso de recipientes para contener cal. Estos recipientes son de un tamaño mayor que los purus usados en la actualidad en Perú; el tamaño es similar a los poporos utilizados por los Kogi en Colombia.

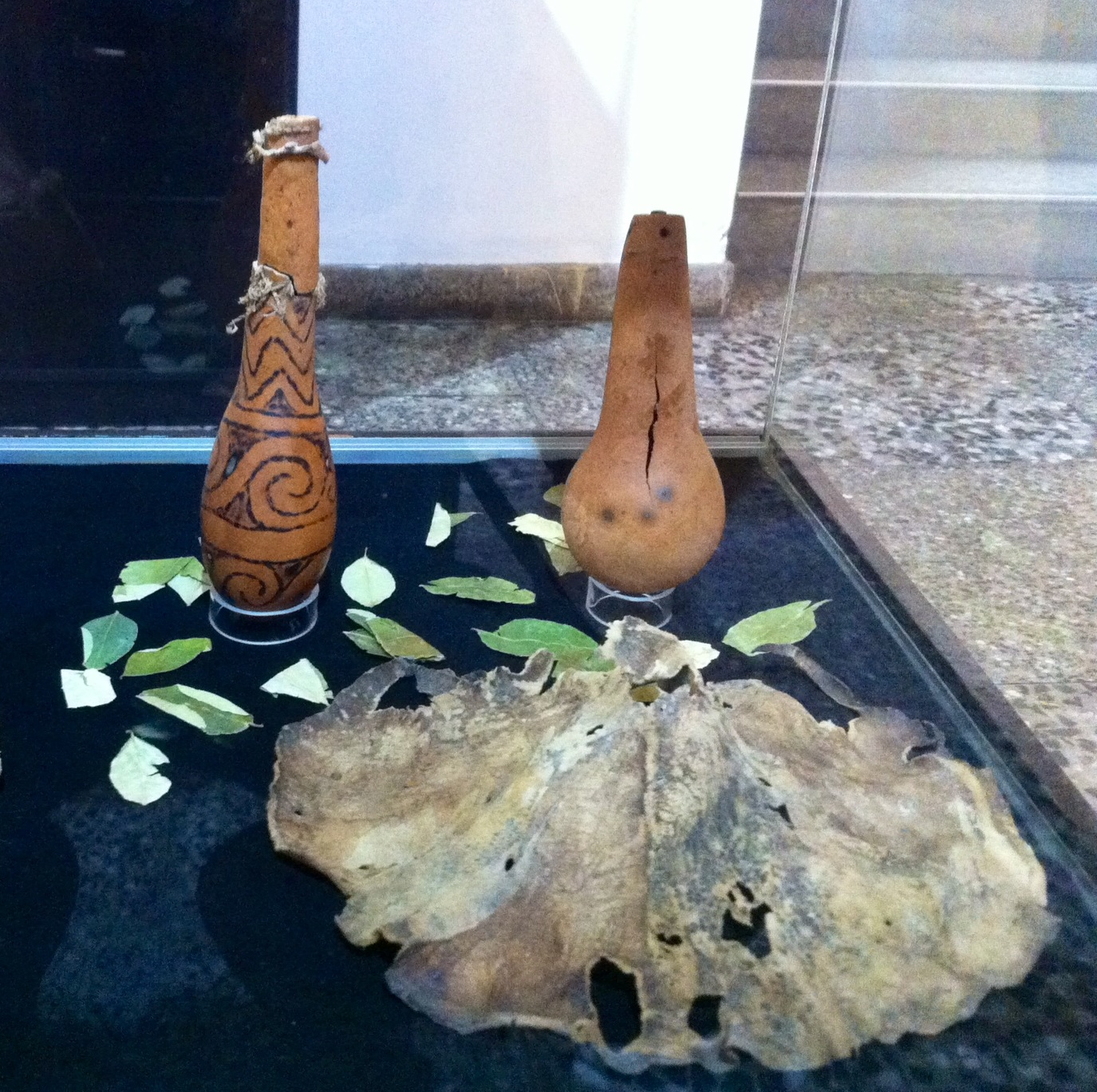
Purus con grabados hallado dentro del contexto de las tumbas encontradas en Huacauya, distrito de Huasta, provincia de Bolognesi en Áncash.

Se han encontrado nueve purus en contextos funerarios del Horizonte Tardío (de 1475 a C. a 1540 a. C.) como parte de la parafernalia de la coca en el complejo arqueológico Puruchuco-Huaquerones en el distrito de Ate en la actual provincia de Lima.

## Sinonimia
- En Perú: Ishkupuru (en Huánuco),[9] calero[8]
- En Colombia: mambero, kuetán tuka (en nasa yuwe)[1]